# Cedersbergs glasbruk
Cedersbergs glasbruk var ett svenskt glasbruk som anlades 1781 på Bjärka-Säby slotts ägor av friherren Germund Carl Cederhielm. Sonen Germund Ludvig Cederhielm, övertog driften efter faderns död 1789.

## Historik
Bruket anlades vid gården Cedersberg, tidigare Djursberg, omkring två kilometer norr om Bjärka Säby.  Glasblåsare, invandrade tyskar, anställdes från Casimirsborgs glasbruk i Gamleby. En av dem var hyttmästaren Gottfried Schmidt, vars son Johan Jacob Schmidt, var en skicklig gravör. 
Glasbruket framställde huvudsakligen ofärgat hushållsglas som brännvins-, ättiks- och andra flaskor, vikaraffer, dricksglas och skålar. Förutom ofärgat glas gjordes också grönfärgat, brunt och lila glas. Från omkring 1800 då brukets blomstringstid inträffade, började man även med glasslipning, och tillverkade glas till kemiska apparater, dricksglas, skålar, brännvinsflaskor med mera. Produktionen höll hög klass, men var förhållandevis liten, och lönsamheten blev dålig. Germund Ludvig Cederhlelm Han uppdrag inom hovet och kunde inte övervaka driften, varför bruket förvaltades av en ekonomichef med bohållare. Förste chef var Jakob Rosqvist. Från 1796 var Reinhold Fahlström direktör, fram till nedläggningen 1838.
Brukets produktion avsattes till stor del till lokala östgötabönder. Dessa beställde ofta de graverade föremålen till någon högtidsdag och då graverades, förutom dekoren, även mottagarens initialer in.
Bland de graverade motiven kan vi se stiliserade blommor, fåglar, druvklasar och sädesax. Det mest typiska för Cedersberg är nog den böjda tulpanen, fågeln som ses lyfta och brukets specialitet figurmotiven. De senare, troligen utförda av ovan nämnde Johan Jacob Schmidt, visar exempelvis jägare och stenarbetare. Ett av dessa motiv som syns på den sista bilden till höger får kanske någon att höja på ögonbrynen. Det visar en kvinna som svingar släggan medan mannen håller i borren.
Bruket slogs igen 1838, men glassliperiet hölls igång fram till 1850, varvid man köpte glas från det närbelägna Reijmyre glasbruk men i viss mån även från Kosta glasbruk.
Det vitrappade 1600-talshus som användes som försäljningslokal står ännu kvar på sin plats, i övrigt är glasbruket numera borta.
Oscar Ekman, som från 1875 var den siste slottsherren på Bjärka-Säby, ägde en stor samling Cedersbergsglas. Den omfattar omkring 350 artiklar och skänktes av hans arvingar till Östergötlands museum 1980 i samband med att familjen donerade Bjärka-Säby till Sionförsamlingen i Linköping.